# Charles De Geer
Charles De Geer (1720. január 30. – 1778. március 7.) svéd gyártulajdonos és entomológus. 

## Élete
De Geer holland eredetű, gazdag polgári családból származott. Finspång kastélyában született, de három éves korától Utrechtben nevelkedett. 19 évesen tért vissza Svédországba. Hasonló nevű gyermektelen nagybátyja ráhagyta leufstai vasművét, amelyet ő országos jelentőségűvé fejlesztett. 
De Geer érdeklődése nyolc évesen fordult a rovartan felé, amikor selyemhernyókat kapott ajándékba. Fiatalon is jelentős megfigyeléseket tett és amikor 1738 nyarán haza tért Svédországba, már 1739 decemberében felvették az akkor megalapított Svéd Királyi Tudományos Akadémia tagjai közé. 1740 és 1768 között számos értekezést írt a rovarokról, amelyek az Akadémia lapjában jelentek meg. Kétszer választották az Akadémia elnökévé, 1744-ben és 1754-ben. Fő műve a hét kötetes Mémoires pour servir à l'histoire des insectes ("Emlékiratok a rovarok természetrajzának szolgálatára"), amelynek első kötete 1752-ben, a többi 1771-1778 között jelent meg. 1743-tól az uppsalai Királyi Tudományos Társaság tagja, 1748-tól a Francia Tudományos Akadémia levelező tagja volt. 1760-ban udvari marsalli rangot kapott, 1761-ben megkapta az Észak Csillaga rend lovagi fokozatát, 1772-ben a Vasa-rend parancsnoki nagykeresztjét. 1773-ban nemesi rangot kapott. 
Charles De Geer Catharina Charlotta Ribbinget vette feleségül, akit 1756-ban kitüntettek, mert ő volt az első a svéd felsőbb osztály tagjai közül, aki beoltatta gyerekeit feketehimlő ellen. Nyolc gyermekük született, valamennyi megérte a felnőttkort. Halála után legidősebb fia, Charles De Geer (1747-1805) örökölte a vasművet.
De Geer 1778. március 7-én halt meg, 58 évesen. Uppsala székesegyházában temették el, feleségével együtt.

## Munkássága

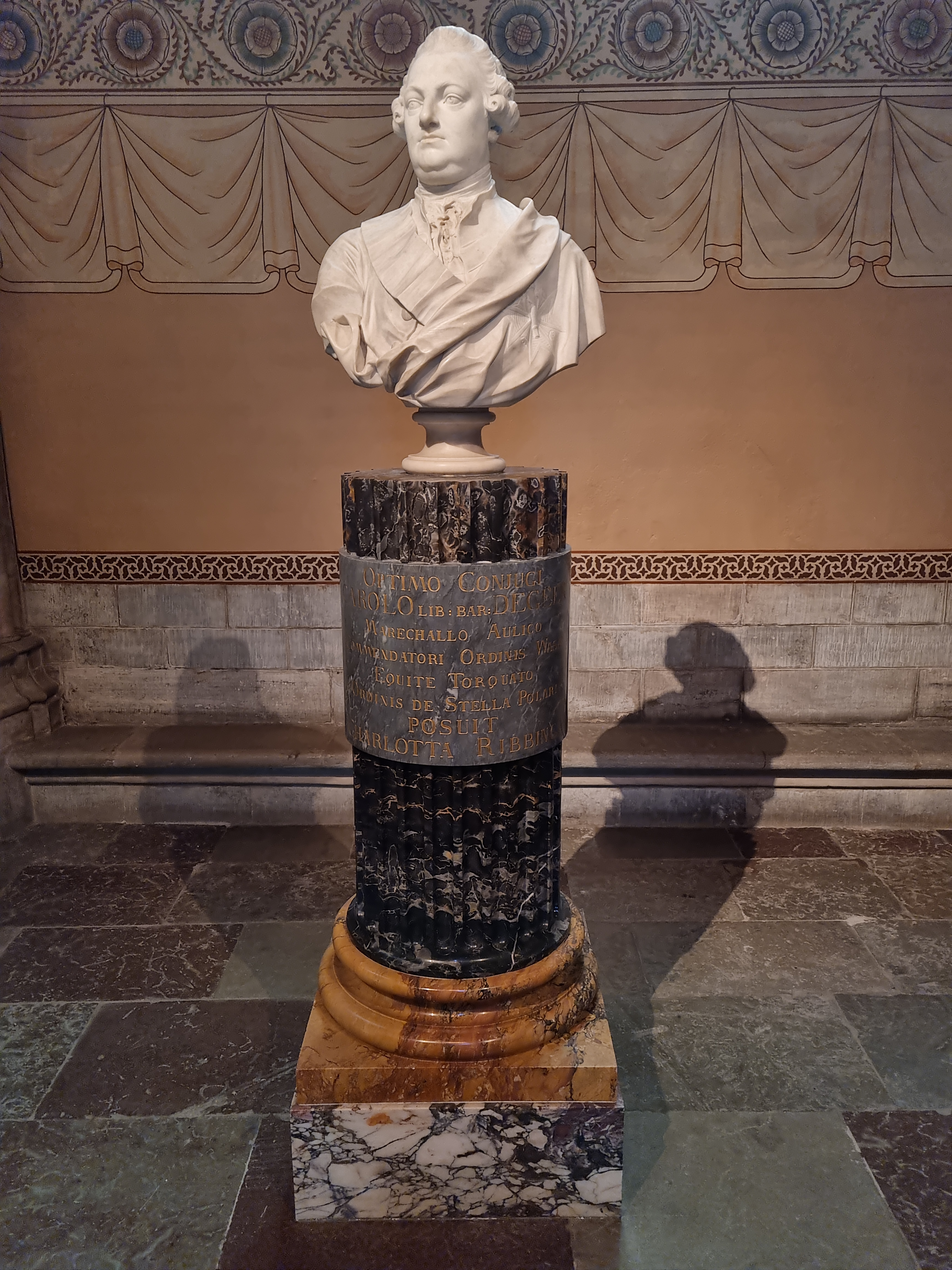
Charles De Geer mellszobra az uppsalai dómban

De Geer nagy tisztelője volt Réaumurnak és fő művét a Mémoires-t annak hasonló műve után nevezte el, szintén franciául írta, hasonló beosztásban és illusztrációkkal. A hétkötetes, 266 rézmetszettel díszített műben 1 466 fajt tárgyal, leírja életmódjukat, táplálkozásukat, szaporodásukat. Az első két kötetben még nem használta honfitársa, Linné nómenklatúráját (bár a második kötet idején az már megjelent), a későbbiekben sem túl szigorúan, gyakran alkalmazott három vagy négytagú neveket (pl. Aphis betulae nigro punctata).  
Természetrajzi és rovartani gyűjteményét a Svéd Tudományos Akadémiának adományozta, ma a Svéd Természetrajzi Múzeum őrzi. Leufstai birtokán jelentős könyvtár (benne értékes, 18. századi zenei gyűjtemény) és ásványgyűjtemény maradt utána, melyet a leszármazottai 1896-ban eladtak az Uppsalai Egyetem könyvtárának. 
A gyakoribb rovarok közül ő írta le a tarka kopogóbogarat, a dobolószöcskét, a tüskés porvát, az északi gyökérrágólepkét vagy ékfoltos zengőlegyet.
Taxonómiai munkákban nevének rövidítése: De Geer

### Művei
- Tal om nyttan, som Insecterne och deras skärskådande, tilskynda oss, ... Stockholm 1744–47.
- Mémoires pour servir à l'histoire des insectes. Grefing & Hesselberg, Stockholm 1752–78.
- Tal, om insecternas alstring. Stockholm 1754.
- Abhandlungen zur Geschichte der Insecten. Müller & Raspe, Leipzig, Nürnberg 1776-83 p.m.
- Genera et species insectorum. Crusium, Leipzig 1783 p.m.

## Fordítás
- Ez a szócikk részben vagy egészben  a   Charles De Geer (1720–1778) című svéd Wikipédia-szócikk ezen változatának fordításán alapul.  Az eredeti cikk szerkesztőit annak laptörténete sorolja fel. Ez a jelzés csupán a megfogalmazás eredetét és a szerzői jogokat jelzi, nem szolgál a cikkben szereplő információk forrásmegjelöléseként.